# Eusphingonotus japonicus
Eusphingonotus japonicus is een rechtvleugelig insect uit de familie veldsprinkhanen (Acrididae). De wetenschappelijke naam van deze soort is voor het eerst geldig gepubliceerd in 1888 door Saussure.